# Podtorebkowe ogniska namnażania
Podtorebkowe ogniska namnażania (ang. subcapsular proliferative foci) – opisana w 2018 r. struktura występująca w węzłach chłonnych, powstająca z aktywowanych pod wpływem antygenu limfocytów typu B.